# Generalife
Generalife eller Palacio de Generalife er et slot i Granada i Spanien. Slottet var sommerresidens og landsted for Nasrid-sultanerne i Granada fra begyndelsen af det 14. århundrede.
Generalife blev opført under sultan Muhammed 3. af Granada, der regerede 1302-09 og blev ombygget kort efter af Ismail 1. af Granada.
Paladset består af Patio de la Acequia med et langt vandbassin, springvand, søjlegange og pavilloner og Jardín de la Sultana. Patioen menes at være den, der bedst viser havekunsten fra det middelalderlige Al-Andalus, og hele anlægget er et af de ældste eksempler på mauriske haver. Oprindeligt var Generalife forbundet med Alhambra med en overdækket gang, men denne findes ikke længere, og et flodleje adskiller nu de to.
De haver, der nu kan opleves, blev genskabt i perioden 1931-51, og gangene er anlagt i traditionel granadisk stil med mosaikker af småsten: Hvide fra floden Darro og sorte fra floden Genil. Generalife var en af grundene til, at Granada i 1984 blev optaget på UNESCOs Verdensarvsliste.